# Iouri Kondakov
Pour l’article homonyme, voir Kondakov.
Iouri Kondakov (en russe : Юрий Георгиевич Кондаков, Iouri Gueorguievitch Kondakov), né le 24 novembre 1951 à Lesnoï, est un patineur de vitesse soviétique.

## Carrière
Iouri Kondakov remporte la médaille de bronze des championnats du monde toutes épreuves en 1975. Il bat cette année-là son seul record du monde, avec un temps de 7 min 8 s 92 sur 5 000 mètres. Aux Jeux olympiques d'hiver de 1976 organisés à Innsbruck en Autriche, il est médaillé d'argent sur 1 500 mètres.

## Records personnels
| Distance      | Temps         | Année |
| ------------- | ------------- | ----- |
| 500 mètres    | 39 s 09       | 1981  |
| 1 000 mètres  | 1 min 19 s 01 | 1974  |
| 1 500 mètres  | 1 min 56 s 01 | 1980  |
| 5 000 mètres  | 7 min 5 s 2   | 1977  |
| 10 000 mètres | 15 min 5 s 17 | 1975  |